# الکساندر بکوویچ-چرکسکی
الکساندر بِکوویچ-چِرکَسکی (به روسی: Алекса́ндр Беко́вич-Черка́сский) با نام اصلی دولت‌گیری میرزا (به روسی: Девлет-Гирей-мурза)، یک افسر روسی با اصالت چرکسی بود که نخستین لشکرکشی ارتش روسیه به آسیای میانه را رهبری کرد.
الکساندر چرکسکی نخست در بدو تولد مسلمان و فرزند یکی از حاکمان کاباردیا بود. او بعدها به مسیحیت گروید و به ارتش روسیه پیوست؛ اگرچه تاریخ و شرایط این وقایع ثبت نشده‌است. در سال ۱۷۰۷، او توسط پتر یکم مأموریت یافت تا در اروپای غربی در رشته دریانوردی تحصیل کند. او در اواخر سال ۱۷۱۱ دوباره به روسیه بازگشت و سپس از آنجا او را به کاباردیا زادگاهش فرستادند. وی برخی از افراد قدرتمند را در آنجا ترغیب کرد تا از تزار روسیه در عملیات علیه امپراتوری عثمانی حمایت کنند.

## در جستجوی طلا
در سال ۱۷۱۳، یک مسافر ترکمن وارد حاجی‌ترخان شد و به مقامات محلی گفت که آمودریا که قبلاً به دریای خزر می‌ریخت، توسط خیوه‌ای‌ها به دریاچه آرال هدایت شده‌است تا ماسه‌های سرشار از طلای آن را از آب رودخانه استخراج کنند. پرنس گاگارین، که در آن زمان فرماندار محلی حاجی‌ترخان بود، نمایندگان خود را به منظور تأیید این افسانه به خانات خیوه فرستاد. آنها با یک گونی ماسه طلایی بازگشتند که گفته می‌شد از آمودریا استخراج شده‌است. از این‌رو به این افسانه اعتبار داده شد و فرد ترکمن را به سنت پترزبورگ آوردند.

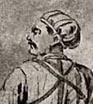
بخشی از یک نگاره از الکساندر چرکسکی در لباس کاربادیایی، اثر واسیلیف آندریویچ در حدود ۱۷۱۰م.

تزار پیتر درحالی از ثروت افسانه‌ای خیوه مطلع شد که برای ادامه جنگ بزرگ شمالی خود به‌شدت به طلا احتیاج داشت. او در ۱۴ فوریه ۱۷۱۶، یک گروه ۷۰۰۰ نفری را تحت فرماندهی پرنس الکساندر بکوویچ-چرکسکی به‌عنوان یک مسلمان‌زاده و متخصص در امور جنگ، به منطقه گسیل کرد. او می‌بایست نخست بستر رودخانه آمودریا را بررسی، احتمال انحراف آن به خزر را گزارش و زنجیره‌ای از استحکامات را در امتداد آن ایجاد کند. همچنین باید خان خیوه را وادار به تبعیت از دولت روسیه می‌کرد و فرستادگانی هم به هندوستان به منظور برقراری بازرگانی مستقیم با امپراتوری گورکانی می‌فرستاد.

## فاجعه خیوه
چرکاسکی این دستورها را در حاجی‌ترخان دریافت کرد. او در آنجا مشغول به کار نقشه‌برداری بود و اولین نقشه روسی دریای خزر را تهیه کرد. وی به درجه ناخدا یکم ارتقا یافت و در ترکمنستان فرماندهی اکتشافات مقدماتی را بر عهده داشت. او برخی از کازاک‌ها را برای ساخت دژ در شاه‌قدم (کراسنودودسک) و الکساندروفسک فرستاد. بکوویچ در فوریه ۱۷۱۷ به حاجی‌ترخان بازگشت و لشکر دیگری جمع کرد و به همراه چند مهندس و نقشه‌بردار به سمت خیوه حرکت کرد. چند ماه بعد، چندین تاتار بازگشتند و خبر وحشتناک فاجعه‌ای را که برای لشکر راهی خیوه اتفاق افتاده بود، بازگفتند. قلعه‌های تازه احداث شده در ترکمنستان به یک‌باره به دلیل آب و هوای نامساعد و تازش عشایر ترکمن، خسارت بسیاری دیدند و تخلیه شده بودند.
هنوز مشخص نیست که از آن پس، دقیقاً چه بر سر چرکاسکی و سربازانش آمد. سرانجام آنها همچنان موضوعی بحث‌برانگیز باقی مانده است. به گفته چند نفر از بازماندگان گروه وی، آنها تا ۱۲۰ کیلومتری خیوه پیشروی کردند و در آن موقع شیر قاضی خان، خان خیوه، با یک ارتش ۲۴۰۰۰ نفری به آنها حمله کرد؛ اما پس از سه روز نبرد خونین، خیوه‌ای‌ها متفرق شدند. با این وجود چرکاسکی با دیدن شمار بسیار زیاد دشمنان در مقابل ارتش کوچک خود، فهمید که مذاکره و توافق شانس موفقیت بیشتری دارد. او با همراهی تنها ۵۰۰ نفر از افرادش به اردوگاه دشمن رفت تا شروط خود را پیشنهاد دهد. خان خیوه وانمود کرد که تسلیم او می‌شود. وی به گرمی از روس‌ها استقبال و چرکاسکی را متقاعد کرد تا سپاهش را به جهت سهولت در تأمین آذوقه، برای اقامت در پنج شهر جداگانه تقسیم کند. خان خیوه متوجه شده بود که شکست ارتش مدرن روسیه در یکجا ممکن نیست؛ از این‌رو آنها یک به یک به هر پنج شهر حمله کردند، بیشتر روس‌ها را سلاخی کردند و بقیه را به عنوان برده فروختند. آن‌ها همه افسران ارتش روسیه، از جمله خود چرکاسکی را اعدام کردند. 

## ارزیابی
لشکرکشی و نبرد چرکاسکی با خانات خیوه، نخستین لشکرکشی روسیه به آسیای میانه در تاریخ بود که با فاجعه‌ای کامل به پایان رسید. پتر یکم از آنجایی که هنوز درگیر جنگ با سوئد و همچنین خصومت با امپراتوری عثمانی بود، کاری برای انتقام از این شکست انجام نداد. تار و مار شدن ارتش روسیه بی‌شک در بالاگیری تنش‌ها میان روسیه و دولت‌های شرقی بی‌تأثیر نبود. ۵ سال بعد و بلافاصله پس از پایان جنگ بزرگ شمالی، پتر نخستین لشکرکشی روسیه به ایران را انجام داد تا با ایفای نقش در سرنگونی دولت صفویه، یکی کشور‌های قدرتمند شرقی را از میان برده باشد. تضعیف ایران به معنای راحتی بیشتر در فتح سرزمین‌های جنوبی بود. با این حال، تنها بیش از یک قرن بعد بود که امپراتوری روسیه لشکرکشی‌های خود به آسیای میانه را از سر گرفت. از آن زمان تا قرن بیستم، روس‌ها آن منطقه را سراسر در نوردیدند.